# ستيفاني سايمور
وإسمها الكامل ستيفاني ميشيلي سايمور (بالإنجليزية: Stephanie Michelle Seymour)‏، ممثلة وعارضة أزياء أمريكية ولدت في يوم 23 يوليو 1968 في مدينة سان دييغو، كاليفورنيا في الولايات المتحدة.

## روابط خارجية
- ستيفاني سايمور على موقع IMDb (الإنجليزية)
- ستيفاني سايمور على موقع ألو سيني (الفرنسية)
- ستيفاني سايمور على موقع أول موفي (الإنجليزية)
- ستيفاني سايمور على موقع إن إن دي بي (الإنجليزية)
- ستيفاني سايمور على موقع قاعدة بيانات الفيلم (الإنجليزية)
- ستيفاني سايمور على موقع كينوبويسك (الروسية)
- ستيفاني سايمور على موقع دليل عارضات الأزياء (الإنجليزية)